# Viola Wahlstedt
Viola Ingeborg Margareta Wahlstedt-Guillemaut, född Wahlstedt 31 augusti 1901 i Stockholm, död 11 december 1992 i Gustavsberg, Värmdö, var en svensk författare, skulptör, tecknare och grafiker.

## Biografi
Viola Wahlstedt var dotter till fältläkaren Axel Wahlstedt och Astrid Reenstierna. Hon var gift första gången med den italienske konstnären Manfredo Borsi (1900–1967). Efter att ha separerat från honom levde hon i ett samboförhållande 1927–1934 med Sven Markelius, och slutligen gifte hon sig för andra gången 1944 med den franske skogsarbetaren Alfred Marcel Guillemaut (1917–2007). I relationen med Sven Markelius var hon mor till textilkonstnären Astrid Anita Markelius-Åkesson (1930–2017). 
Wahlstedt studerade vid Tekniska skolan och Althins målarskola innan hon fortsatte sin konstnärliga utbildning för Theodor Lundberg , Carl Milles och I Johansson vid Kungliga konsthögskolan i Stockholm 1918–1922. Därefter företog hon en studieresa till Paris där hon studerade vid flera olika målarskolor, bland annat Académie de la Grande Chaumière.
Som skulptör fick hon på 1920-talet uppdrag att utföra en del dekorativa arbeten med fontäner och byggnader i Florens. För Den kongelige Porcelainsfabrik i Köpenhamn formgav hon ett flertal porslinsfigurer. Dessutom utförde hon stuckarbeten för några villor på Lidingö och porträttreliefer i brons för gravstenar. Separat ställde hon ut i ett flertal svenska landsortsstäder samt i Florens och Paris. Tillsammans med sin mor Astrid Wahlstedt, Lisa och Artur Bianchini ställde hon ut i Linköping och tillsammans med sin man Manfredo Borsi i Köpenhamn 1923. Hon medverkade i en internationell konstindustriutställning i Paris 1925 och vid Kvindelige Kunstneres Samfunds konsthantverksutställning i Köpenhamn 1926, samt i Föreningen Svenska Konstnärinnors utställningar på Liljevalchs konsthall i Stockholm 1927 och Philadelphia 1931.
År 1933 är Viola Wahlstedt redaktör för den radikala kulturtidskriften Spektrums musiknummer. I början av 1930-talet bestämde hon sig för att lämna bildkonsten och istället arbeta mer med litteratur. Bland hennes böcker märks romanen Jag älskade Volodja som utgavs 1944 samt ett 25-tal barn- och ungdomsböcker, dessutom skrev hon artiklar i dagspressen och i in- och utländska veckotidningar. Hon medverkade även med kåserier och i olika barnprogram på radio. Som illustratör utförde hon flera bokomslag och illustrationer till noveller och kåserier. Hon framträdde under pseudonymen Iva Vidskog. I slutet av 1950-talet återkom hon som konstnär i mindre omfattning.
Viola Wahlstedt är begravd på Vittsjö kyrkogård.